# Skarifizierung
Als Skarifizierung beziehungsweise Skarifikation (von lateinisch scarificatio: „(das) Ritzen“, „(das) Schröpfen“) oder auch Narbentatauierung genannt, wird das Einbringen von Ziernarben in die Haut bezeichnet.

## Geschichte

### Traditionelle Skarifizierung

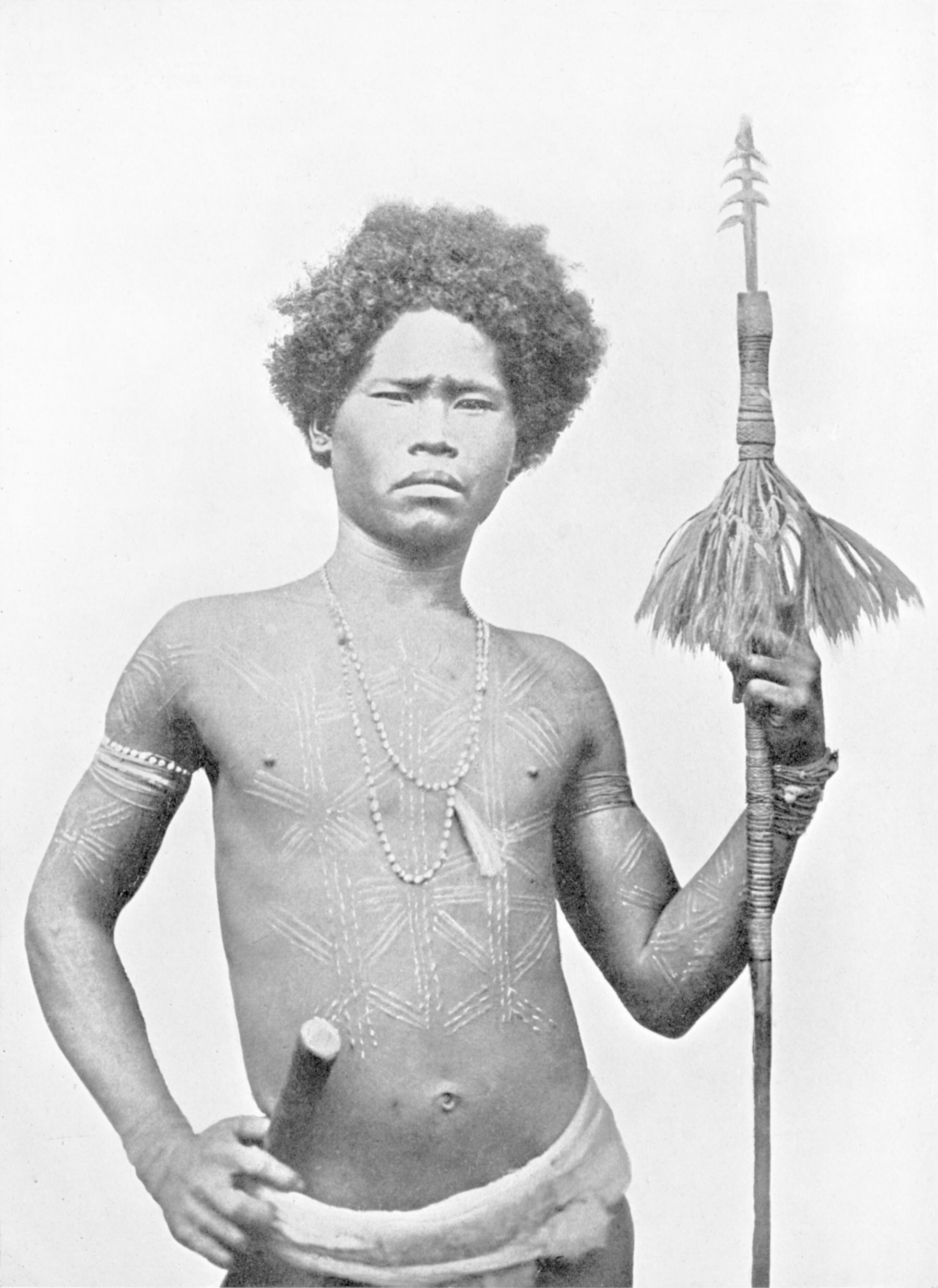
Skarifizierter Negritos-Krieger von den Philippinen, 1885, siehe auch Philippinische Stammestätowierungen

Die Skarifizierung ist eine tief in den Traditionen verschiedener Völker verankerte Form der Körpermodifikation. Sie findet besonders bei jenen Ethnien Verbreitung, deren dunkle Haut eine Tätowierung nicht zuließe, beziehungsweise diese nur schlecht sichtbar sein ließe. Dies wird besonders in der Nilo-Saharischen Sprachfamilie des Sudan und Tschad, aber auch in Nigeria, Kenia, Tansania, Mosambik und Angola durchgeführt und dient einerseits der Clanzuordnung, andererseits als Körperschmuck, daneben allerdings auch der Initiation der Mädchen an der Grenze zum heiratsfähigen Alter. Darüber hinaus können auch andere wichtige Lebensereignisse, sowohl der betreffenden Person als auch von Angehörigen, ein Grund zum Hinzufügen von Schmucknarben sein.
Unter den Ethnien im Gebiet des Sepik in Papua-Neuguinea ist die Skarifizierung bedeutendes spirituell-mythisches Initiationsritual der Männer (siehe: Skarifizierung am Mittelsepik).

### Moderne Formen der Skarifizierung

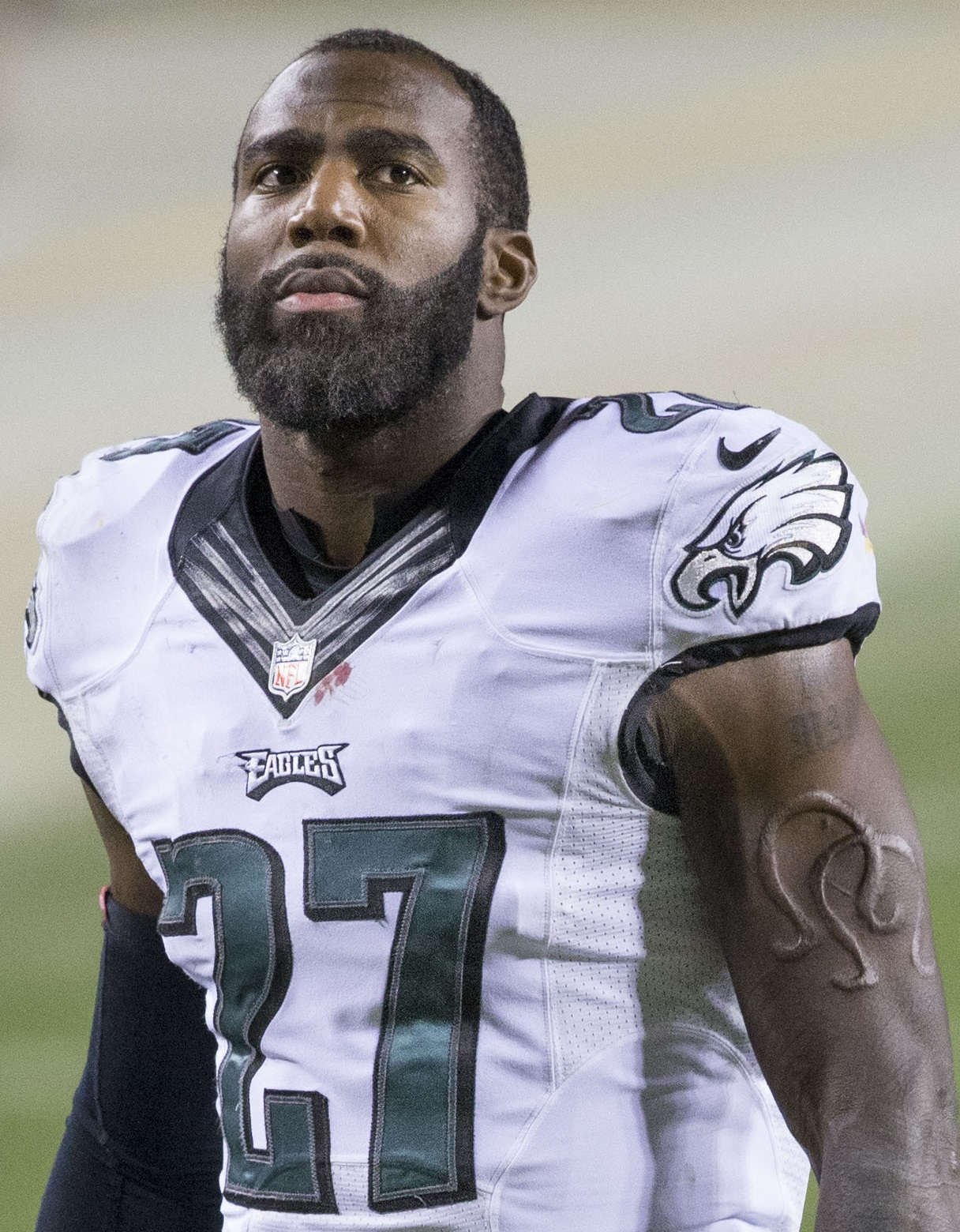
Skarifizierung des Footballspielers Malcolm Jenkins

In verschiedenen Jugendsubkulturen der westlichen Welt werden heutzutage Narben als Körpermodifikation geschnitten. Dabei überschneidet sich dies mit der rituellen Skarifizierung der „Naturvölker“ insoweit, als auch hier die Abgrenzung zu anderen Gruppen beabsichtigt ist und dies als Form des Körperschmucks betrachtet wird. Die in einem psychologischen Sinn mit dem Erdulden von Schmerzen als Initiation ins Erwachsenenleben vorhandene Motivation mag ebenfalls eine wichtige Rolle spielen, ist jedoch weder in einer Tradition verwurzelt noch ein stammeskulturelles Ereignis mit Einbeziehung der Angehörigen.

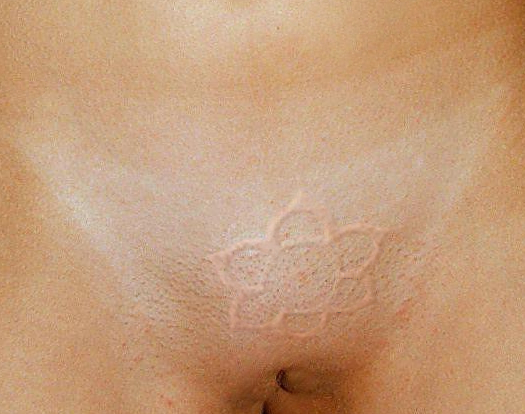
Hanabira (Jap.: Blütenblatt) Skarifizierung

Ein spezieller Stil der Skarifizierung hat sich mit der Hanabira oder japanischen Blüte entwickelt. Dabei wird bei Frauen auf dem Venushügel ein an traditionelle Formen anknüpfendes Blütenmuster erzeugt. Die Stilart wurde in den frühen 1990er Jahren in der japanischen Bodmod-Szene erfunden und erfreut sich in den letzten Jahren auch zunehmend in der westlichen Welt, bisher vorwiegend in den USA, wachsender Beliebtheit.

## Methoden
Bei der Durchführung muss zwischen zwei Methoden unterschieden werden: dem Schneiden (Cutting) und dem Brennen (Branding).

### Cutting

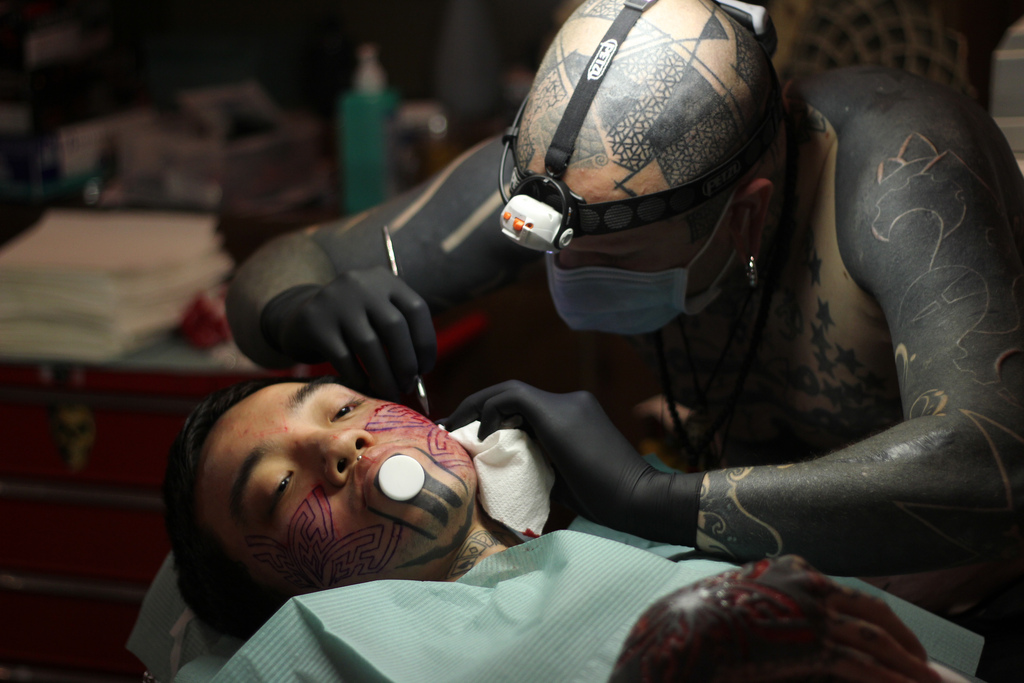
Skarifizierung mit einem Skalpell

Das Schneiden erfolgt heute in der Regel mit einem Skalpell (früher mit Fischgräten), wobei erst die Umrisse oder Outlines geschnitten werden und daraufhin die dazwischenliegende obere Hautschicht entfernt wird.
Eine Untersuchung an der Universität von Liverpool hat gezeigt, dass Männer mit Gesichtsnarben besonders auf jene Frauen attraktiv wirken, welche auf der Suche nach kurzen Partnerschaften sind. Dieses Resultat wurde dahingehend interpretiert, dass Narben die Assoziation von Männlichkeit, Mut und Stärke/Gesundheit hervorrufen. Die männlichen Versuchsteilnehmer dieser Studie zeigten gegenüber Frauen mit Gesichtsnarben keine Präferenz (oder Ablehnung), weder bei potentiell kurzen Beziehungen noch bei Langzeitpartnerschaften.

### Branding
Für ein Branding kann prinzipiell jeder auf bestimmte Temperaturen erhitzte Gegenstand verwendet werden, bei professioneller Durchführung wird dafür jedoch ein Elektrokauter verwendet.

## Heilung

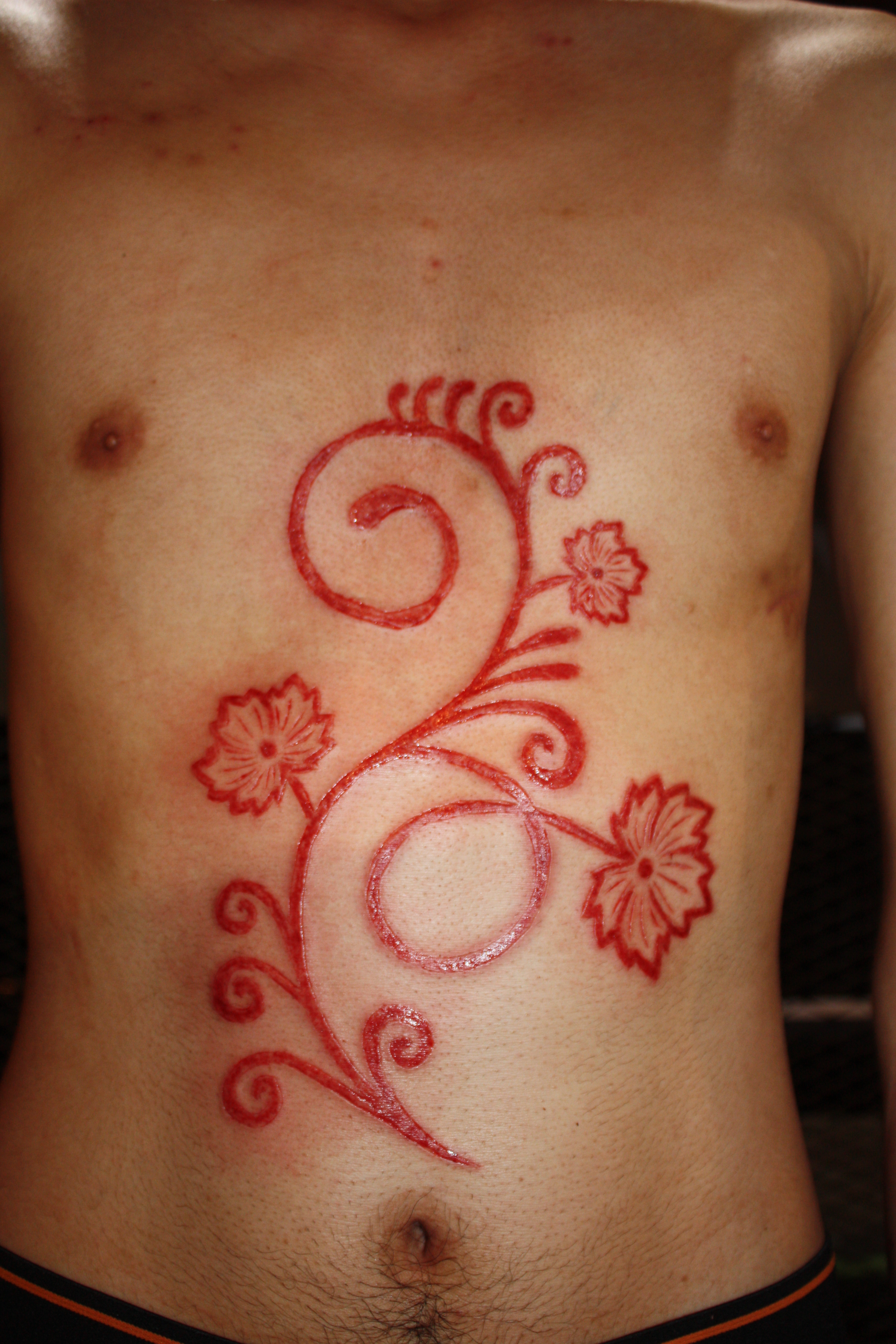
Skarifizierung im Heilungsprozess

Im Gegensatz zu den meisten anderen Formen der Körpermodifikation ist bei der Skarifizierung eine langsame und immer wieder gestörte Wundheilung erwünscht. Je nach gewünschter Narbenbildung versuchen die Akteure, die frischen und verheilenden Schnitte immer wieder mit Lösungen aus Zitrone, Zucker und Vaseline zu benetzen oder die neuen Hautzellen und Schorf zu entfernen.

## Skarifizierung aus nicht-ästhetischen Gründen
Von beiden Formen unterscheidet sich das selbstverletzende Verhalten als psychische Störung in dem Sinn, dass hier die Psychopathologie im Vordergrund steht und der Aspekt des Körperschmucks völlig in den Hintergrund tritt.
Daneben wird eine Skarifizierung zur virologischen Diagnose einer Pockenerkrankung an der Hornhaut des Kaninchens durchgeführt; weiterhin wird die Pockenimpfung selbst mittels Skarifizierung am Oberarm durchgeführt.
Im westlichen Abendland bildete die Skarifikation durch Setzen kleiner Schnitte in die Haut die Grundlage für das anschließende blutige Schröpfen.

## Skarifizierung im Film
Die nigerianische Filmemacherin und Regisseurin Nadine Ibrahim schuf 2019 einen dokumentarischen Kurzfilm mit dem Titel Marked, der sich mit den Praktiken der Skarifizierung in Nigeria beschäftigt.

## Weitere Bedeutungen des Begriffs
Eine weitere Verwendung des Begriffs Skarifizierung findet sich in der Botanik und im Gartenbau, wo damit die Behandlung hartschaliger Samen bezeichnet wird, um deren Schale so durchlässig und porös zu machen, dass Feuchtigkeit eindringen kann und die Samen keimen können. Diese werden dazu mit Schmirgelpapier aufgeraut oder mit einem scharfen Messer eingeritzt und anschließend mit heißem Wasser übergegossen und 12–24 Stunden in diesem Wasser vorquellen gelassen. Siehe auch Scarification (botany).